# Stenothoe barrowensis
Stenothoe barrowensis är en kräftdjursart som beskrevs av Robert Alan Shoemaker 1955. Stenothoe barrowensis ingår i släktet Stenothoe och familjen Stenothoidae. Inga underarter finns listade i Catalogue of Life.